# Ophiocymbium
Genre
Ophiocymbium est un genre d'ophiures de la famille des Ophioscolecidae.

## Description
Theodore Lyman, dans sa publication de 1880, donne la définition suivante de ce genre : 

« Disque plat et couvert d'écailles délicates qui se chevauchent, sans boucliers radiaux visibles extérieurement. Il recouvre les bras et y est à peine attaché, comme les bords du bonnet basque ; et il ne semble pas y avoir d'ouvertures génitales. Épines des bras le long du bord extérieur des plaques latérales des bras. Sur la plaque de la mâchoire, une touffe de petites épines qui correspondent aux dents et aux papilles dentaires. Papilles buccales carrées et disposées en ligne serrée. Pores tentaculaires très grands ; ceux des deuxièmes tentacules buccaux sont placés dans une alvéole, à peu près comme les autres. »

## Liste des espèces
Selon World Register of Marine Species (6 janvier 2025) :
- Ophiocymbium antarcticus Martynov, 2010
- Ophiocymbium cavernosum Lyman, 1880
- Ophiocymbium ninae Martynov, 2010
- Ophiocymbium rarispinum Martynov, 2010
- Ophiocymbium tanyae Martynov, 2010

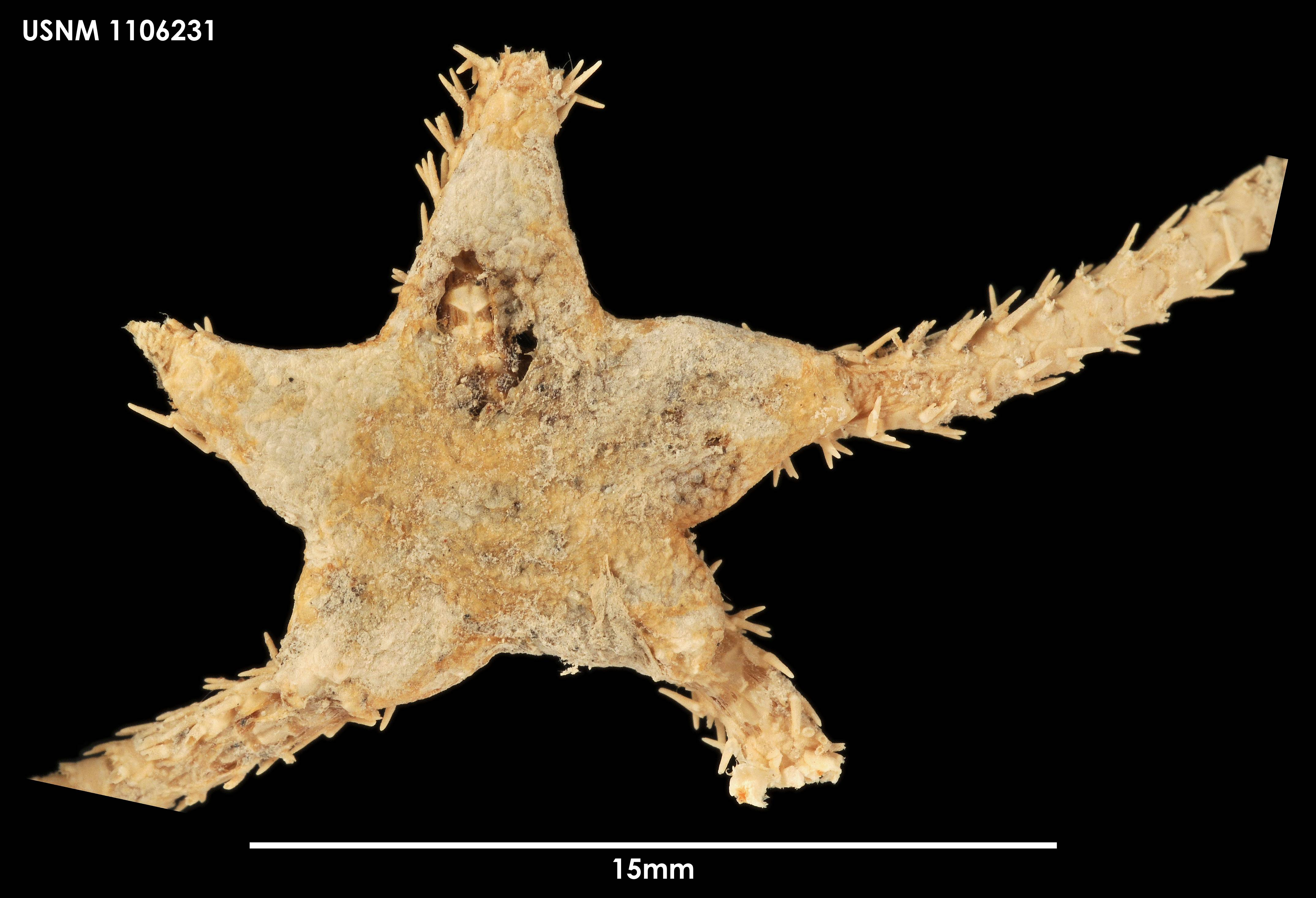
Ophiocymbium antarcticus
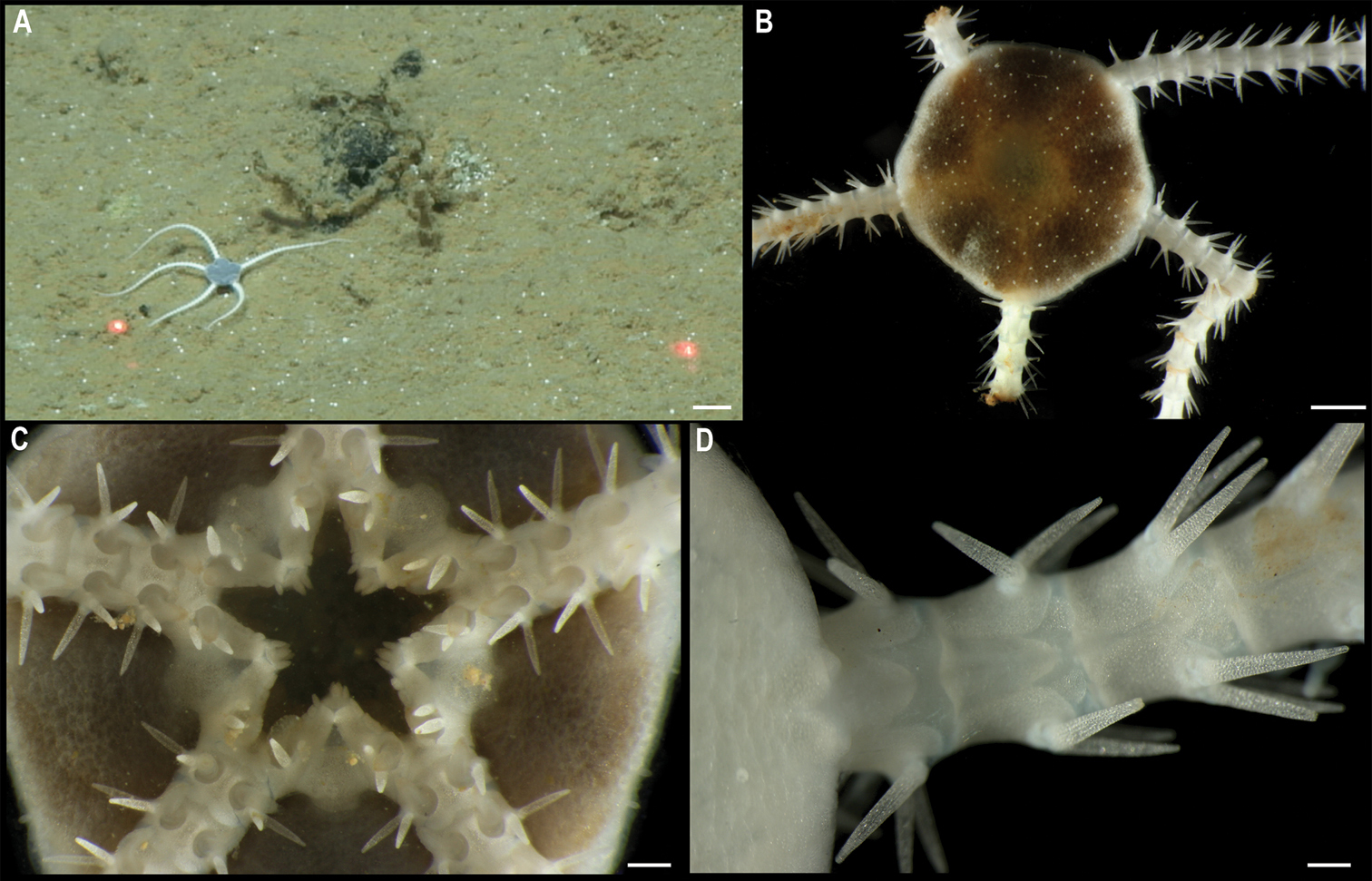
Ophiocymbium cf. rarispinum
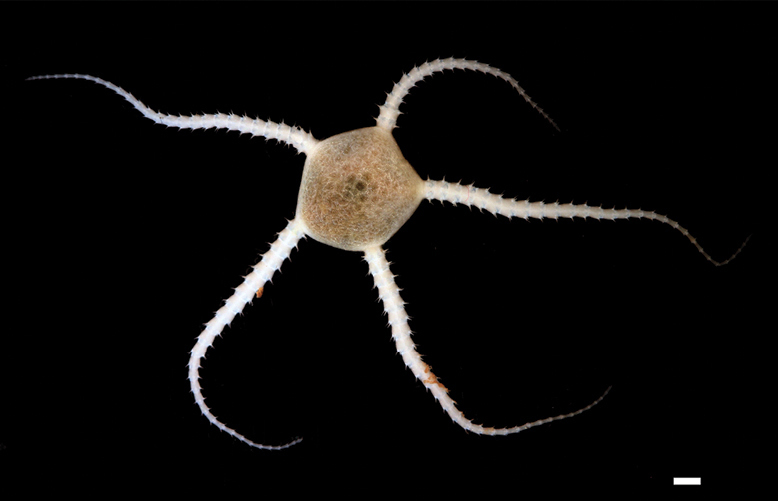
Ophiocymbium tanyae

## Systématique
Le nom valide complet (avec auteur) de ce taxon est Ophiocymbium Lyman (d), 1880,.

### Étymologie
Le nom générique, Ophiocymbium, est la combinaison du grec ancien ὄφις (óphis), « serpent » et κυμβίον (kumbíon), « tasse plate ».

### Publication originale
- (en) Theodore Lyman, « A structural feature hitherto unknown among echinodermata found in deep-sea ophiurans », Anniversary Memoirs of the Boston Society of Natural History, Boston, vol. 1830-1880,‎ 1880, p. 1-12 (lire en ligne, consulté le 6 janvier 2025).